# BMC 오토모티브

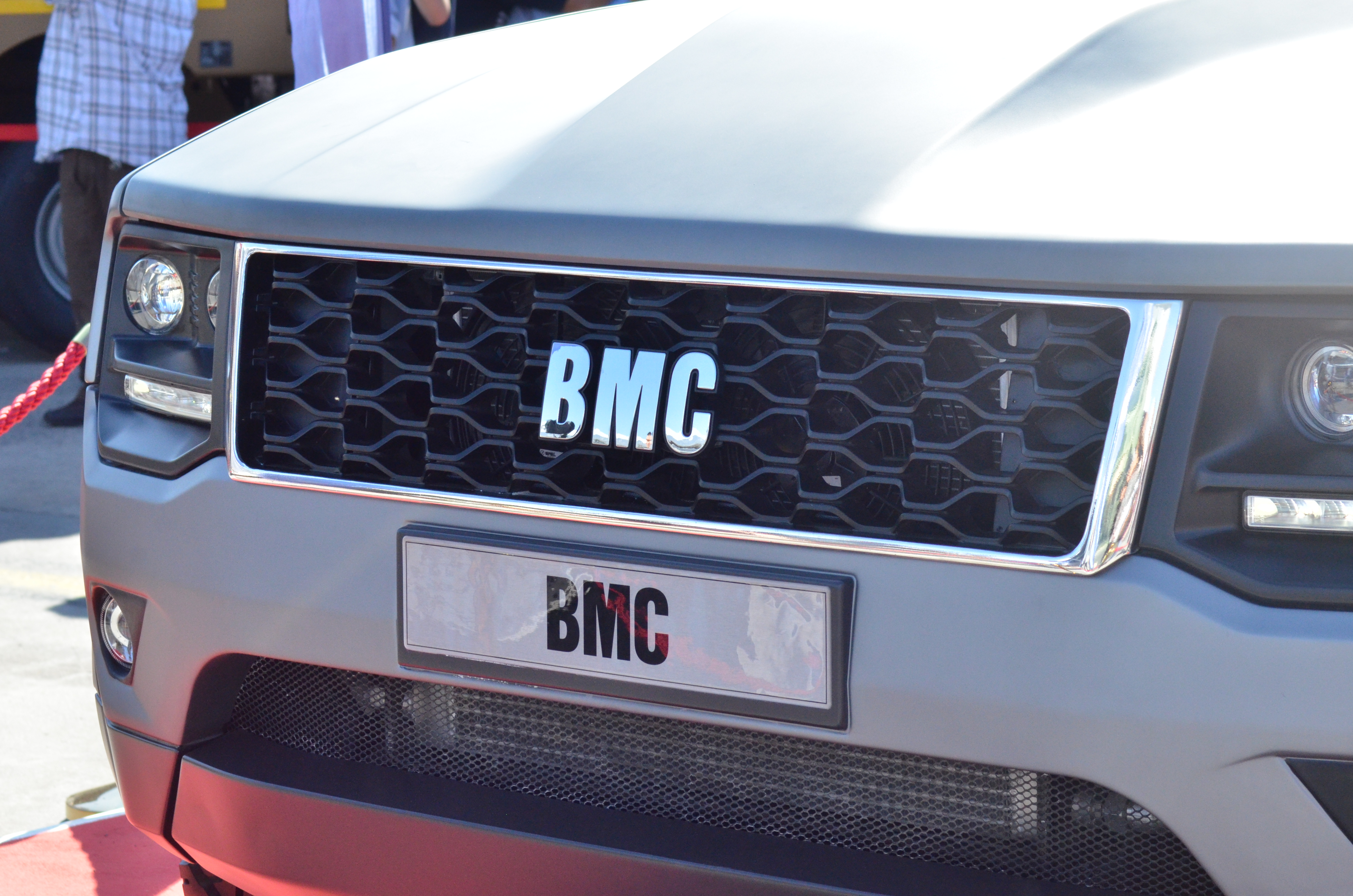
BMC 툴가 장갑 픽업 (4x4)

BMC 오토모티브(영어: BMC Automotive Industry and Trade A.Ş., 튀르키예어: BMC Otomotiv Sanayi ve Ticaret A.Ş.)는 튀르키예의 가장 큰 자동차 제조사이자 방위산업체이다.제품에는 상용 트럭, 버스, 군용 트럭 및 장갑차가 포함된다. 이 회사는 1964년 브리티시 모터 코퍼레이션이 26%의 지분을 보유한 파트너십으로 에르귄 외자카트가 설립했다. 1989년 추쿠로바 홀딩에 인수되었고, 2013년 튀르키예 정부의 TMSF (튀르키예 예금 보험 기금)에 의해 압류되었다. BMC는 51%의 튀르키예 측 (에템 산작과 탈립 외즈튀르크)과 49%의 카타르 측 (QAFIC – 카타르 군 산업 위원회)의 파트너십에 의해 7억 5100만 터키 리라의 최종 입찰로 인수되었다.

## 역사

### 브리티시 모터 코퍼레이션과의 파트너십
1947년에 오스틴 트럭의 영국에서 튀르키예로의 수출이 시작되었다. 오스틴은 1952년에 모리스 모터스와 합병하여 브리티시 모터 코퍼레이션, 줄여서 BMC를 설립했다. BMC 튀르키예는 1964년에 이즈미르에서 에르귄 외자카트가 브리티시 모터 코퍼레이션과 협력하여 설립했다. 영국에 본사를 둔 회사는 자본의 26%를 소유했고, 나머지는 튀르키예 파트너에게 속했다. 초기에는 오스틴과 모리스 차량 모두 BMC 튀르키예에서 라이선스 하에 제조되었다.
1966년은 BMC가 트럭, 경트럭, 트랙터 및 엔진 생산을 제품 라인에 추가하기 시작한 첫 해였다. 1970년대 후반까지 120 hp (89 kW)의 튀르키예산 레일랜드 6/98 디젤 엔진이 전 라인에 걸쳐 사용되었다.

### 기타 파트너십
후년에 BMC는 다른 회사 및 브리티시 모터 코퍼레이션의 후계자 (브리티시 레일랜드가 됨)와의 파트너십을 통해 다른 모델을 진화시키고 개발했다.
먼저, 레일랜드 TM 30 (이후 레벤드로 개명)은 레일랜드 셔파를 기반으로 하여 1980년에 튀르키예 최초의 풀 사이즈 밴으로 출시되었다. 1.8리터 BMC I4 디젤 엔진과 5단 BMC 15 수동 변속기를 사용했다.
1983년, 볼보트럭과의 파트너십 하에 BMC는 야부즈 시리즈 트럭을 생산했다. 이어서 파티흐 시리즈 트럭이 출시되었는데, 이 트럭은 커민스 디젤 엔진을 탑재했다. 야부즈와 파티흐는 모두 레일랜드의 구형 G-시리즈 캡을 사용했는데, 이는 "레드라인" 또는 "배스게이트" 캡이라고도 불렸다 (원래 제조되었던 공장의 이름을 따서).

### TMSF (2013년~2014년)
TMSF는 2013년 회사를 인수하여 키르피 MRAP를 생산하고 납품을 완료했다. 키르피 납품이 완료된 후 TMSF는 회사를 공개 입찰에 부쳤고, 에스 말리 야트르름이 낙찰되었다.

### 현재 (2014년~)

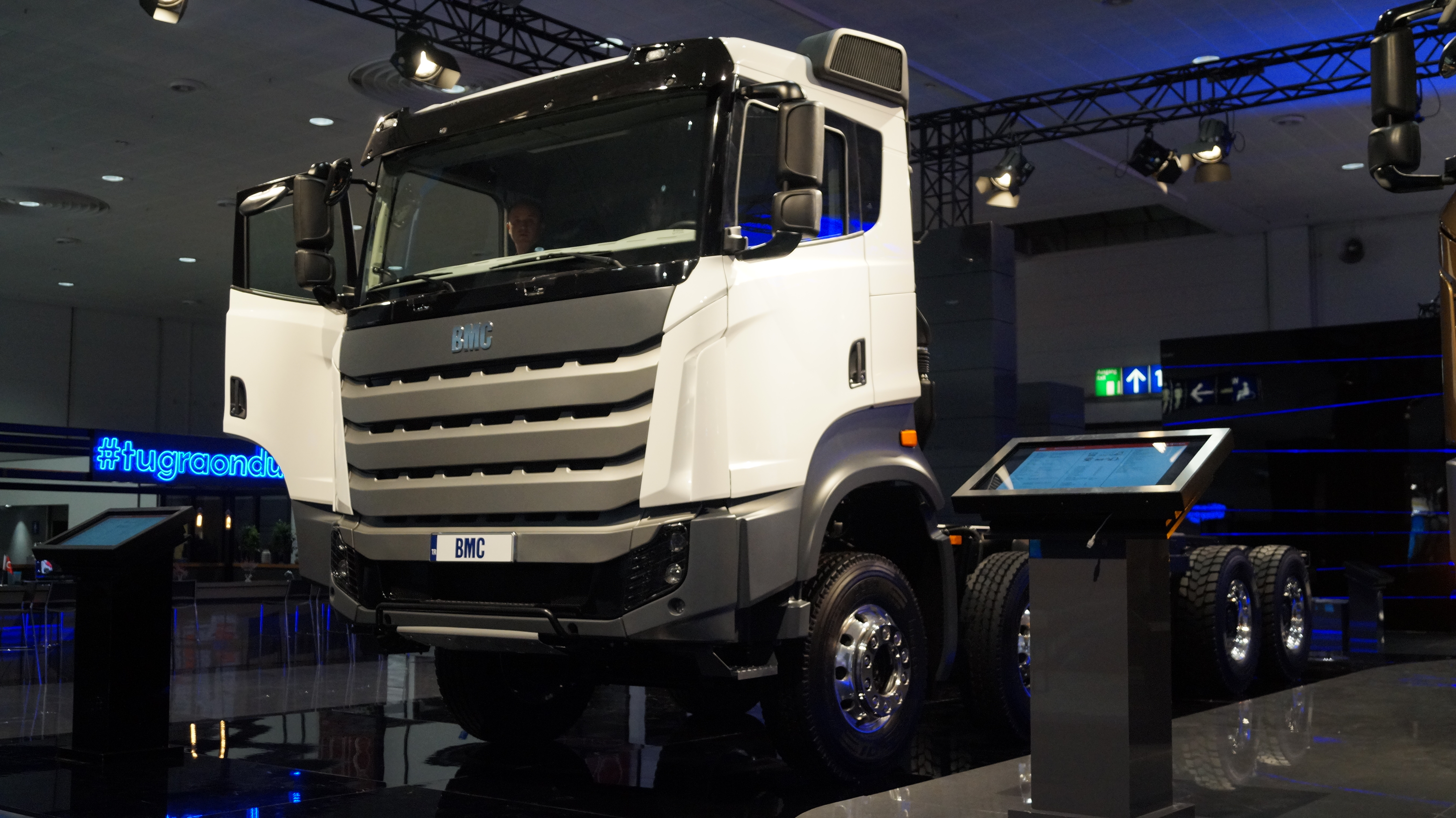
BMC 투라 8x4 트럭

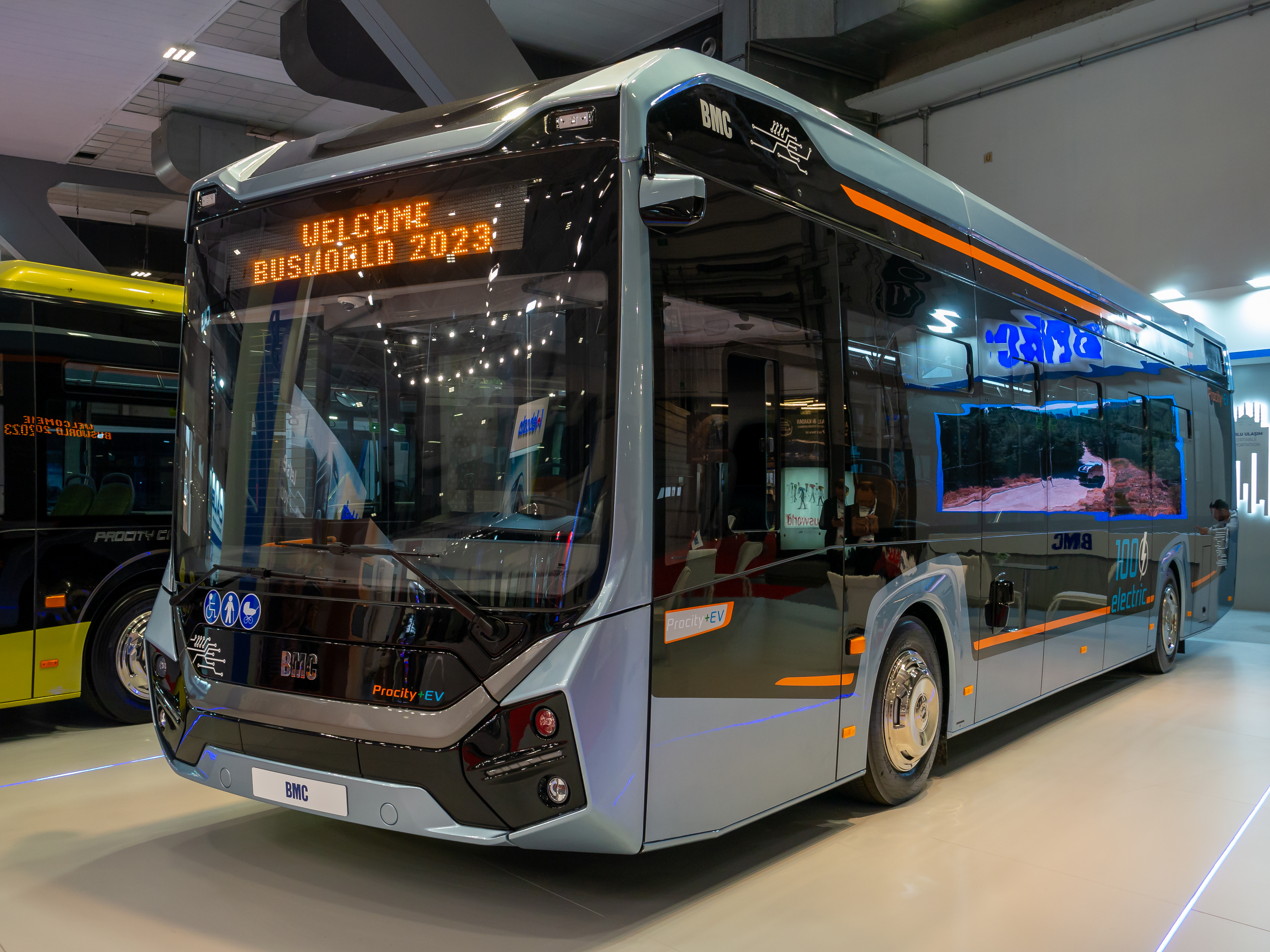
BMC 프로시티 EV 버스

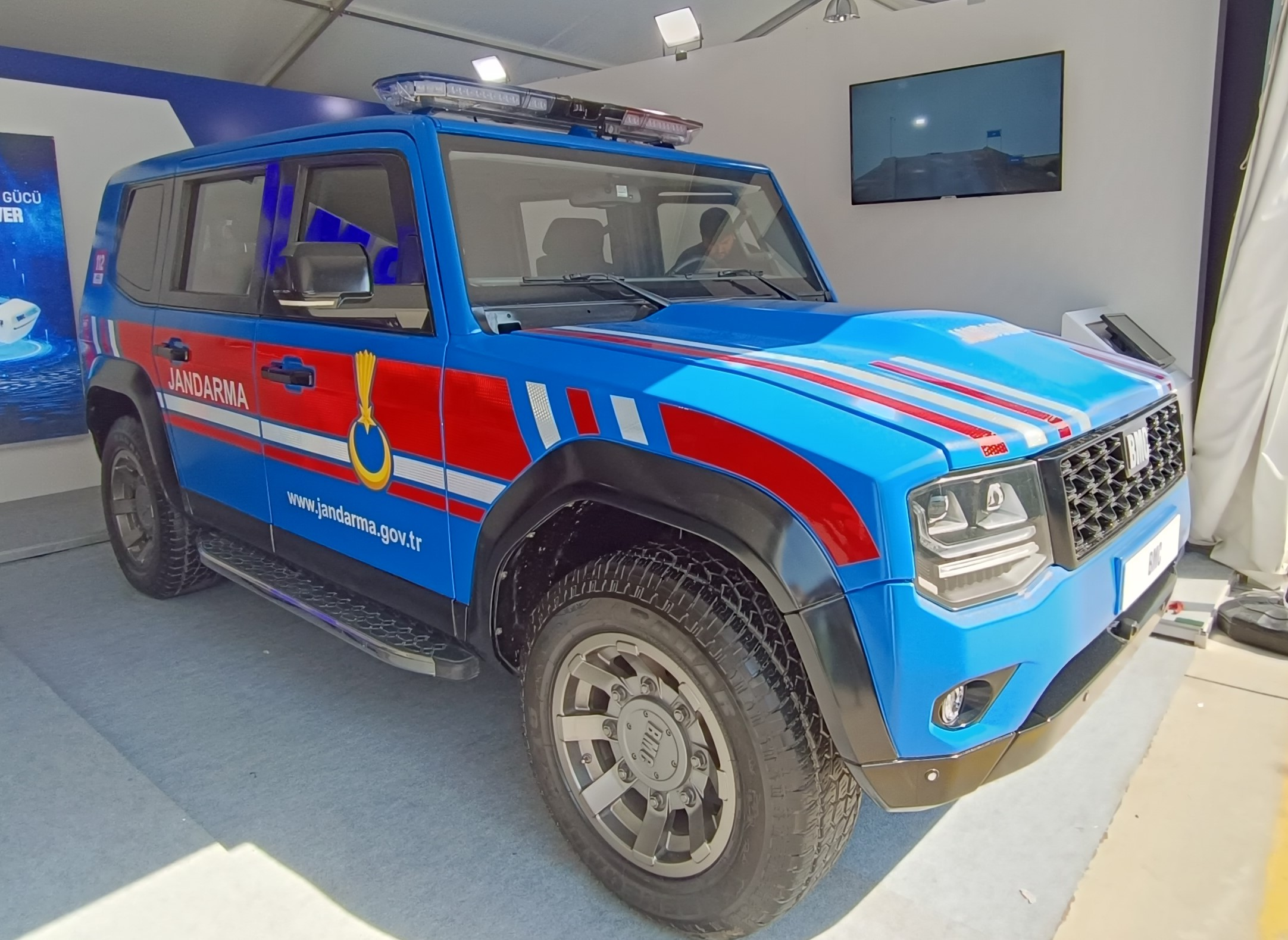
BMC 툴가 4x4 SUV

현재 BMC는 제품의 설계, 개발 및 대량 생산을 활발히 진행하고 있다. 연구 개발 활동은 독립적으로 수행되고 있다.
BMC에는 2800명 이상의 직원이 근무하고 있으며, 그 중 500명 이상이 엔지니어이다. 오늘날 BMC는 250대의 알타이 튀르키예 주력 전차의 대량 생산을 시작하고, 전차 및 장갑차용 토착 엔진을 설계하며, 8x8 병력수송장갑차를 개발할 예정이다. BMC는 또한 국내 승용차의 설계 및 대량 생산 파트너십을 맺고 있다. BMC는 철도 시스템 분야에서도 활발히 활동하고 있다. BMC는 6x6 및 4x4 키르피 MRAP 차량을 생산한다.
2018년에 키르피의 2세대인 키르피-2가 출시되었다. 키르피보다 가벼운 장갑을 가진 아마존은 2015년에 출시되었다. BMC는 군용 트럭을 생산하며, 8x8 전차 수송차부터 6x6 10톤급, 4x4 5톤급, 2.5톤급까지 다양하다. 이 유틸리티 트럭은 어떤 상부 구조 (물/연료 탱커, 지휘 통제/셸터, 로켓 발사기, 이동 수리/정비, 복구 크레인 등)도 장착할 수 있으며 필요한 역할을 수행할 수 있다. 폭동 진압 차량이나 위장 장갑 버스 (겉보기에는 일반 상용 버스처럼 보임)와 같은 다른 특수 군용 차량도 생산되고 있다.
다양한 군용 차량 외에도 BMC는 다양한 상용 차량도 보유하고 있다. 8.5m, 9m, 10m, 12m, 최대 18m의 굴절 버스와 14m의 공항 에이프런 버스가 디젤, CNG, 전기 세 가지 엔진 선택으로 대량 생산되고 있다.
유로 6 엔진 배출가스 기준을 충족하는 상용 트럭도 다양한 모델로 제품군에 포함되어 있다. 트랙터, 건설 및 운반 트럭은 다양한 엔진, 변속기 및 캐빈 선택으로 시장에 출시되고 있다.
BMC는 40만 대 이상의 차량을 생산했으며, 상용 차량은 영국, 스페인, 이탈리아, 러시아를 포함한 80개국에, 군용 차량은 17개국에 수출하고 있다.

## BMC 차량

### 군용 차량

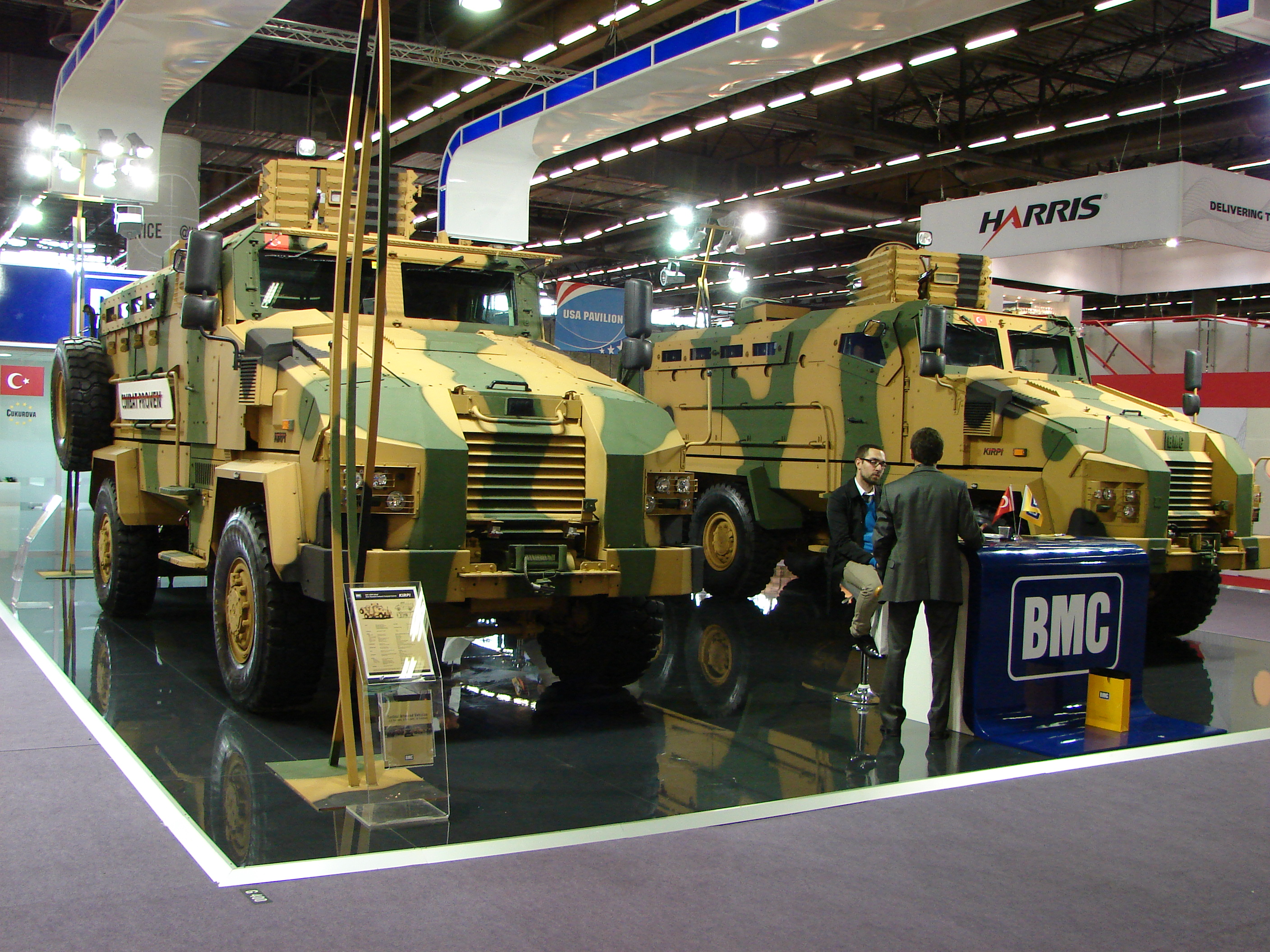
BMC 키르피 MRAP

BMC는 다양한 군용 차량을 설계, 개발 및 생산한다. 표준 제품 외에도 BMC는 최종 사용자 요구 사항에 따라 차량을 설계할 수 있는 역량을 갖추고 있다.

#### 장갑 차량
- 키르피 MRAP
- 부란 MPAV
- 아마존 MPAV
- METİ (폭발물 처리 차량)
- 툴가 4x4 픽업 / SUV

#### 전술 바퀴 차량
- 8x8 전차 수송차
- 6x6 10톤급
- 4x4 5톤급
- 4x4 2.5톤급

#### 물류 지원 차량
- 물 탱커
- 연료 탱커
- 장갑 연료 탱커 악탄[2]
- 복구 차량
- 컨테이너 운반 차량
- 로켓 발사기
- 수리/정비 차량
- BMC 투라

#### 보안 차량
- 위장 장갑 버스
- 폭동 진압 차량

### 상용 차량
BMC는 18m 굴절 버스를 포함하여 3가지 엔진 선택 (디젤, CNG, 전기)으로 상업 운송을 위한 모든 종류의 도시 버스를 생산한다. BMC는 또한 공항용 에이프런 버스도 생산한다.

#### 상용 버스
- 네오시티 8.5m, 9m, 10m, 디젤, 전기, CNG
- 팔콘, 디젤
- 호크, 디젤
- 콘도르, 디젤
- 프로시티 12m, 18m, 디젤, CNG
- 14m 네오포트 공항 에이프런 버스

#### 상용 트럭
BMC는 다양한 변속기 및 캐빈 선택을 통해 상업 운송용 다양한 상용 트럭을 생산한다. 트럭 엔진의 배출가스 수준은 유로 6이다.
- 4x2 장거리 운송 (침대 없음)
- 6x2 장거리 운송 (침대 포함)
- 8x2 장거리 운송
- 4x2 트랙터 (높은 지붕, 로봇 변속)
- 4x2 트랙터 (표준 지붕, 로봇 변속)
- 6x4 건설
- 8x4 건설

#### 개발 중인 차량
BMC는 최종 사용자 요구 사항에 따라 차량을 개발할 수 있는 역량을 갖추고 있다.
- 8x8 전차 수송차 (프로토타입 이미 제조됨)
- 8x8 장갑 병력수송차 (APC)
- 장갑 SUV (다양한 변형)
- 샤힌 4x4 경장갑차

## BMC 파워

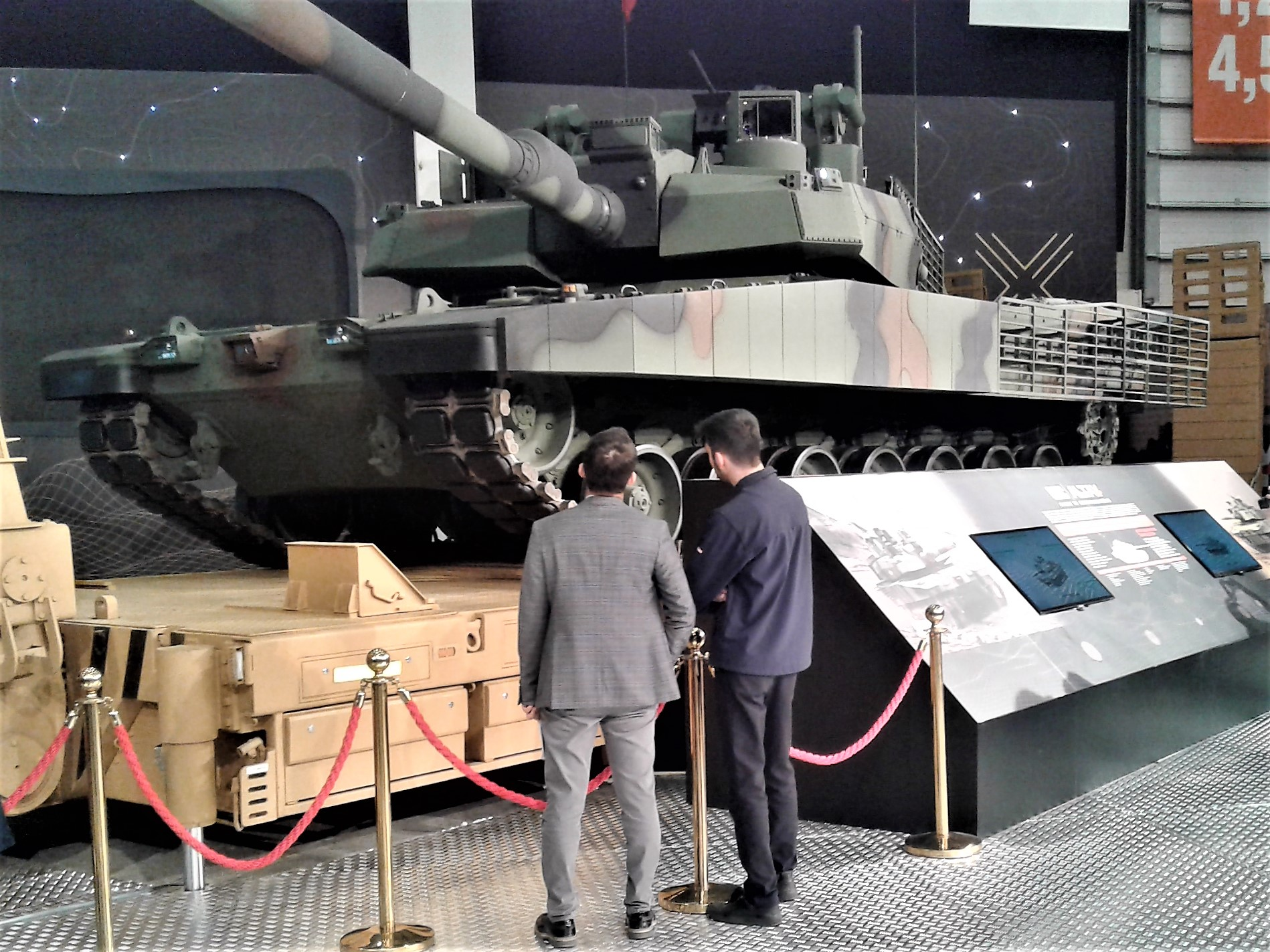
알타이 주력 전차

2017년, BMC와 SSB 간에 차세대 장갑차용 최대 700마력 엔진 계약이 체결되었다.
튀르키예는 여러 차례 국제 제조업체로부터 파워 팩을 조달하려 시도했지만, 각 시도는 공개적 또는 은밀한 제재로 이어졌다. 대신 자체 파워 팩 개발 프로젝트를 시작했다. 2018년, BMC 파워는 튀르키예 육군이 사용할 튀르키예 알타이 주력 전차용 250대 규모의 1,800마력 토착 전차 엔진 입찰을 따냈다. 이 프로젝트는 1,500마력 출력을 생산하도록 업데이트되었다. BATU V12는 터보차저 디젤 엔진이며 토착 변속기 및 냉각 장비를 갖출 것이다.
BMC 파워는 또한 해군 산업용 엔진도 개발 중이다.

## BMC 철도 시스템
BMC는 철도 및 지하철 차량을 생산할 계획이다. 이와 관련하여 BMC와 스위스의 슈타들러는 합작 투자 파트너십을 맺었다.

## 디자인
BMC 프로페시오넬 및 BMC 메가스타 모델은 피닌파리나가 디자인했다.